# Voblast de Babrouïsk
1944–1954
La voblast de Babrouïsk (en biélorusse : Бабруйская вобласьць, Babrouïskaïa voblasts) ou oblast de Bobrouïsk (en russe : Бобруйская область, Bobrouïskaïa oblast) est une division territoriale et administrative de la république socialiste soviétique de Biélorussie, en Union soviétique. Créée en 1944, elle fut supprimée en 1954. Sa capitale administrative était la ville de Babrouïsk.

## Histoire
La voblast de Babrouïsk fut créée le 20 septembre 1944 par un décret du Présidium du Soviet suprême  de l'Union soviétique et formée de raïons détachés des voblasts de Minsk, de Moguilev et de Polésie. 
Le 8 janvier 1954, à la suite d'une réforme administrative de la RSS de Biélorussie, la voblast de Babrouïsk fut supprimée et son territoire partagé entre les voblasts de Minsk, de Homiel et de Moguilev.

## Géographie
La voblast couvrait une superficie de 19 700 km2. Elle était limitée au nord par la voblast de Minsk, à l'est par la voblast de Moguilev et la voblast de Homiel, au sud par la voblast de Polésie et à l'ouest par la voblast de Pinsk et la voblast de Baranavitchy.

## Population
Sa population s'élevait à 672 400 habitants en 1953.

## Subdivisions
La voblast de babrouïsk était divisée en 14 raïons. :

## Source
- (be) Cet article est partiellement ou en totalité issu de l’article de Wikipédia en biélorusse intitulé « Бабруйская вобласць » (voir la liste des auteurs).